# 許芯悅
許芯悅 （英語：Katie Hui，1990年6月25日—），原名許詠媚，女藝人、演員、主持、歌手、直播主。早年憑童顏和甜美笑容而被傳媒封為「逆齡少女」，曾拍攝《怪談》電視節目而被稱為「怪談女」，亦因事前在街上身穿比卡超衣服玩全球大熱遊戲《Pokenmon GO》而登上香港報紙頭版再給台灣媒體稱為「白皙童顏Pokemon Go女神」。

## 簡介
出生於香港小康之家、品學兼優的許芯悅在中小學時期除了就讀精英班，亦是田徑校隊、合唱團、中樂團、戲劇學會、舞蹈學會的活躍成員，更多次參與劇團並擔任舞台劇第一女主角，小時候的她已經充滿藝術細胞，動靜皆宜。曾考入中央戲劇學院表演系接受正規科班演技課程訓練。
19歲仍在就讀的Katie開始活躍於模特兒圈拍下不少電視廣告和硬照廣告，同時進修唱歌跳舞及演技課程為轉型作準備。後於2011年以原名許詠媚參與《TVB周刊》Cover Girl選舉。
於2013年參與拍攝處女作電影《生前必做·七件事》，並擔任第一女主角。同年因電影宣傳片流出鬧至滿城風雨而被世界各地傳媒報導。
於2014年參與拍攝有線電視《怪談·6魔女》而被稱為「怪談女」。同年電影《生前必做·七件事》被邀參與各地影展並得到不少獎項。
於2016年參與拍攝ViuTV《慳D啦!HONEY!》飾演含羞答答小龍女，再次引起網民注意。亦因在街上身穿pikachu衣服玩全球大熱遊戲《Pokenmon GO》而登上香港報紙頭版，繼而被台灣奇摩報導稱為「白皙童顏Pokemon Go女神」。其後參演《網絡瘋人》兩性劇場女主角，及後參與拍攝《脫獨工程》因爭議性話題成為中港台三地的傳媒網民熱話人物。同年底參與拍攝電影《花季少女》擔任第一女主角，首次一人分飾2角。
於2017年3月29日正式上映的電影《花季少女》中一人飾演一對雙胞胎姊妹亦正亦邪的出色演技備受觀眾讚賞，由恐懼到瞬間黑化的情緒轉換也相當有看點。並將眾籌出歌。同年重返劇場參與校園巡迴演出，於舞台劇《活在同一地平線上》飾演女主角。10月於直播平台晉身香港二百萬主播，成為17十大直播主之一，亦公佈將於明年推出新歌 。
於2018年3月推出首支個人單曲《給您的直播》。同年4月27-29日亦演出了5場改編自孤泣火熱小說舞台劇《人性遊戲》，在劇中飾演女主角並5場全院滿座。5月與朋友投資入股火鍋店《成都老碼頭火鍋香港》及後於2019年底退股。於2019年頭參與拍攝未上畫電影《粵詭》。同年4月12-14日亦演出了5場改編自天航小說舞台劇《書虫的少年時代》，在劇中飾演女主角。並於年底拍攝未上畫澳門旅遊節目成為香港區主持。
於2020年1月赴東京報讀巴黎藍帶廚藝學校的烘焙文憑。3月學成畢業後回香港繼續發展演藝事業，並於個人YouTube Channel開設Katie Cooking Lab系列，分享一些簡單步驟菜式的自家製作短片。

## 演出作品

### 電視節目
| 首播年份  | 播放頻道         | 名稱               | 集數           | 角色                | 性質       | 與其他演員合作                               |
| --------- | ---------------- | ------------------ | -------------- | ------------------- | ---------- | -------------------------------------------- |
| 2009      | 有線電視-球彩台  | 開心看足球-暑假篇  |                |                     | 主持       |                                              |
| 2010      | 亞洲電視         | 開心大發現         |                |                     | 演員       |                                              |
| 2010      | 亞洲電視         | 時尚生活GUIDE      |                |                     | 演員       |                                              |
| 2011      | 無線電視         | 華麗明星賽         |                |                     | 嘉賓       |                                              |
| 2011      | NowTV            | 女皇駕到           |                |                     | 嘉賓主持   |                                              |
| 2012-2015 | 香港電台         | 教育電視           |                |                     | 主持,演員  |                                              |
| 2012      | 無線電視         | 飲食天王           |                |                     | 參賽嘉賓   |                                              |
| 2014      | 有線電視         | 巴打同學會         |                |                     | 嘉賓       |                                              |
| 2014      | 有線電視         | 怪談 •6魔女        | 1-10集（全輯） | 飾演 魔女 katie     | 主角主持   | 梁思浩、吳堯堯、蘇珊、傅蘊盈、陳嘉嘉、黃凱欣 |
| 2015      | 謎米香港（網台） | 功夫cafe           |                |                     | 嘉賓主持   | 功夫超人                                     |
| 2016      | ViuTV            | 慳啲啦!HONEY!      | 7集            | 飾演 含羞答答小龍女 | 嘉賓       |                                              |
| 2016      | ViuTV            | 網絡瘋人- 兩性劇場 | 9集            | 飾演 kitty          | 第一女主角 | 伍仔                                         |
| 2016      | ViuTV            | 脫獨工程           | 3-5集          |                     | 嘉賓       |                                              |
| 2016      | 無線電視         | 東張西望           | 26-10-2016     | 「直播主」 訪問     | 嘉賓       |                                              |
| 2018      | 無線電視         | 文化廣場           |                | 《人性遊戲》訪問    | 嘉賓       |                                              |
| 2018      | 無線電視         | 兄弟幫             | 2集            | 《人性遊戲》訪問    | 嘉賓       |                                              |

### 電影
| 首播年份 | 名稱             | 角色           | 性質       | 與其他演員合作                 |
| -------- | ---------------- | -------------- | ---------- | ------------------------------ |
| 2014     | 生前必做 •七件事 | 飾演 katie     | 第一女主角 | 杜沚諾                         |
| 2017     | 花季少女         | 飾演 趙婷/趙蕾 | 第一女主角 | 黃一山、鄭恕峰、劉少君、區靄玲 |

### 網劇/ 微電影/ 網絡宣傳片
| 首播年份 | 名稱                                | 集數  | 角色            | 性質       | 備註                          | 與其他演員合作 |
| -------- | ----------------------------------- | ----- | --------------- | ---------- | ----------------------------- | -------------- |
| 2013     | 執到部咁既iPhone5，我仲應唔應該放？ |       | 飾演 katie      | 第一女主角 | 電影《生前必做•七件事》宣傳片 |                |
| 2014     | 十萬蚊夢想大挑戰-偷窺篇             |       | 飾演 長腿美女   | 第一女主角 | 有線電視 微電影               |                |
| 2015     | 逐鹿三國                            | 1-4集 | 飾演 孫尚香     | 第一女主角 | 微電影                        |                |
| 2015     | 【兩性劇場】男友昅女伴侶的各種      |       | 飾演 女學生     | 第一女主角 | 短片                          | 伍仔           |
| 2016     | 賽馬百科 負磅                       |       |                 | 主持、演員 |                               | 伍仔           |
| 2016     | 賽馬百科 檔位                       |       |                 | 主持、演員 |                               | 伍仔           |
| 2016     | 選馬事件薄 - 美少女殺手             | 15集  | 飾演 芊芊       | 第一女主角 | 網劇                          | 伍仔           |
| 2016     | 香港-泰國潑水節                     |       | 飾演 星期二仙女 | 代言人     | 七仙女 宣傳片                 |                |
| 2016     | 倚天屠龍記                          |       | 飾演 周芷若     |            |                               |                |
| 2019     | 這些年，我們都遺忘了                |       | 飾演 雅妍       | 第一女主角 | 拉闊劇團15週年微電影          | 馬嘉均、袁鎮業 |

### 舞台劇
| 公映年份              | 名稱             | 主辦機構                     | 角色             | 性質       | 原著                           | 備注         | 與其他演員合作 |
| --------------------- | ---------------- | ---------------------------- | ---------------- | ---------- | ------------------------------ | ------------ | -------------- |
| 2006                  | 進念唱好流行曲   | 進念廿十面體                 | 飾演 k           | 單元女主角 | 原創                           |              |                |
| 2017-2018             | 活在同一地平線上 | 拉闊劇團-梁永能（導演+原創） | 飾演 黎嘉佩      | 第一女主角 | 原創                           | 校園巡迴演出 | 馬嘉均         |
| 2018（4月27-29日）5場 | APPER1 人性遊戲  | 拉闊劇團-梁永能（導演+改編） | 飾演 倩俐靜      | 第一女主角 | 孤泣同名小說《人性遊戲》       |              | 馬嘉均、黃榕   |
| 2019（4月12-14日）5場 | 書虫的少年時代   | 拉闊劇團-梁永能（導演+改編） | 飾演 Kiki/煮飯貓 | 第一女主角 | 天航同名小說《書虫的少年時代》 |              | 馬嘉均、黃榕   |

### MV
- 2017 馬嘉均《幽默感[23]》女主角

### 唱歌表演
- 2009 香港電腦通訊節慶功宴
- 2010 香港電腦通訊節
- 2015 石籬村《長者同渡賀中秋》
- 2016 金花獎國際電影節[24]
- 2017 17Music: 24小時聖誕唱不停音樂會

### 跳舞表演
- 2009-2010 大專聯校巡迴舞蹈表演
- 2016 《香港-泰國潑水節》傳統祝福舞表演[25]

### 主持
- 2010 香港電腦通訊節
- 2016 香港動漫電玩節 - Madhead ACG2016 live

## 爭議
拍攝愛國電影《時代》期間哭訴莊思明攻擊
許芯悅於愛國電影《時代》中和楊明飾演情侶，拍攝時要拖手兼挨心口，許指控楊明的女友莊思明場場戲都「近距離監視」，自己被其「氣場」嚇窒，事件被報道後更有人要求許不要說話。許又說很害怕再被人身攻擊和詛咒，人與人之間要互相尊重，有錢非高人一等。其後莊思明則反揶揄對方是小丑，博取見報。
於2013年參與拍攝處女作電影《生前必做·七件事》（英語：Seven Things To Do Before You Die），並擔任第一女主角。同年因電影宣傳片引致警方誤以為綁架展開調查，鬧至滿城風雨。

## 外部連結
- 許芯悅的Facebook專頁
- 許芯悅的Instagram帳戶
- 許芯悅的新浪微博
- 許芯悅的17 - 許芯悅KatieHui
- 許芯悅的YouTube Channel